# Guillermo A. Valentine
Guillermo A. Valentine Valiente fue un empresario minero y político peruano.
En 1895, siendo aún estudiante de medicina, adquirió la propiedad de la mitad de la mina Natividad ubicada en la zona de Morococha, provincia de Yauli, departamento de Junín. Su hermano Octavio Valentine también era un empresario minero que tenía lal propiedad de varias minas en la zona.
Fue elegido en 1913 como diputado suplente de la provincia de Yauli, en el departamento de Junín junto al General de Brigada Augusto Bedoya Suárez quien fue elegido como diputado titular o propietario. Cumplió su mandato durante los gobiernos de Guillermo Billinghurst, Oscar R. Benavides y el segundo gobierno de José Pardo.